# Rîbți (Stețkivka), Sumî
Rîbți (în ucraineană Рибці) este un sat în comuna Stețkivka din raionul Sumî, regiunea Sumî, Ucraina.

## Demografie
Componența lingvistică a localității Rîbți
     Ucraineană (90,1%)
     Rusă (9,9%)
Conform recensământului din 2001, majoritatea populației localității Rîbți era vorbitoare de ucraineană (90,1%), existând în minoritate și vorbitori de rusă (9,9%).